# Брусилово (Тверская область)
Бруси́лово — деревня в Калининском районе Тверской области. Относится к Никулинскому сельскому поселению.

Расположена южнее Твери, в 1 км от городской черты. Подъезд — от Волоколамского шоссе. К северу от деревни — новый городской микрорайон Брусилово, к югу — деревня Кривцово.
Население по переписи 2002 — 58 человек, 24 мужчины, 34 женщины.
В 2012 году в деревне началось активное строительство коттеджей и таунхаусов, появились новые улицы — Тенистая, Тихая, Весенняя, Кленовая, Вишневая, Луговая.